# سپاسکویه (شهرستان ایگلینسکی، باشقیرستان)
سپاسکویه (انگلیسی: Spasskoye, Iglinsky District, Republic of Bashkortostan) یک شهرک در شهرستان ایگلینسکی استان باشقیرستان کشور روسیه است.